# Недзведзь (гмина)
Гмина Недзведзь (пол. Gmina Niedźwiedź)  —  сельская гмина (волость) в Польше, входит как административная единица в Лимановский повет,  Малопольское воеводство. Население — 6723 человека (на 2004 год).

## Демография
Данные по переписи 2004 года:
| Перепись                         | Всего   | Всего | Женщины | Женщины | Мужчины | Мужчины |
| -------------------------------- | ------- | ----- | ------- | ------- | ------- | ------- |
| Единицы                          | человек | %     | человек | %       | человек | %       |
| Население                        | 6723    | 100   | 3271    | 48,7    | 3452    | 51,3    |
| Плотность населения (чел./кв.км) | 90,3    | 90,3  | 43,9    | 43,9    | 46,4    | 46,4    |

## Сельские округа
1. Конина
2. Недзведзь
3. Подобин
4. Поремба-Велька

## Соседние гмины
1. Гмина Каменица
2. Гмина Мшана-Дольна
3. Мшана-Дольна
4. Гмина Новы-Тарг
5. Гмина Рабка-Здруй